# Rumex krausei
Rumex krausei là một loài thực vật có hoa trong họ Rau răm. Loài này được Jurtzev & V.V. Petrovsky miêu tả khoa học đầu tiên năm 1973.